# Firozabad (huyện)
Huyện Firozabad là một huyện thuộc bang Uttar Pradesh, Ấn Độ. Thủ phủ huyện Firozabad đóng ở Firozabad. Huyện Firozabad có diện tích 2361 ki lô mét vuông. Đến thời điểm năm 2001, huyện Firozabad có dân số 2045737 người.